# Saint-Marsault
Saint-Marsault (en poitevin Sént-Marsàu) est une ancienne commune française située dans le département des Deux-Sèvres et la région Nouvelle-Aquitaine. Elle est associée à la commune de La Forêt-sur-Sèvre depuis 1973.

## Géographie
Le village de Saint-Marsault est traversé par les routes D938TER et D328.

## Toponymie
Cette localité est mentionnée en tant que Ecclesia Sancti Marcialis en 1300, puis St-Marsault en 1430.
En poitevin la commune a pour nom Sént-Marsàu, nom en graphie normalisée qui se prononce "Saint-Marsao".

## Histoire
La seigneurie de Saint-Marsault fut unie au marquisat d’Asnières-la-Châtaigneraye, créé par le roi en juillet 1776, en faveur de Jean d'Asnières.
Le 1er janvier 1973, la commune de Saint-Marsault est rattachée à celle de La Forêt-sur-Sèvre sous le régime de la fusion-association.

## Administration
De par son statut de commune associée, ce village a un maire délégué.
| Période                                  | Période  | Identité    | Étiquette | Qualité |
| ---------------------------------------- | -------- | ----------- | --------- | ------- |
|                                          | En cours | Guy Brémaud |           |         |
| Les données manquantes sont à compléter. |          |             |           |         |

## Démographie
| 1793 | 1800 | 1806 | 1821 | 1831 | 1836 | 1841 | 1846 | 1851 |
| ---- | ---- | ---- | ---- | ---- | ---- | ---- | ---- | ---- |
| 805  | 462  | 453  | 551  | 590  | 690  | 720  | 630  | 727  |

| 1856 | 1861 | 1866 | 1872 | 1876 | 1881 | 1886 | 1891 | 1896 |
| ---- | ---- | ---- | ---- | ---- | ---- | ---- | ---- | ---- |
| 688  | 716  | 738  | 750  | 765  | 813  | 844  | 891  | 874  |

| 1901 | 1906 | 1911 | 1921 | 1926 | 1931 | 1936 | 1946 | 1954 |
| ---- | ---- | ---- | ---- | ---- | ---- | ---- | ---- | ---- |
| 872  | 879  | 863  | 749  | 726  | 678  | 686  | 684  | 702  |

| 1962 | 1968 | - | - | - | - | - | - | - |
| ---- | ---- | - | - | - | - | - | - | - |
| 644  | 597  | - | - | - | - | - | - | - |

## Lieux et monuments
- Église Saint-Martial
- Cimetière

## Personnalités liées à la commune
- Pierre Bodin (1934-1981), footballeur